# Episodi di Sons of Anarchy (sesta stagione)
La sesta stagione della serie televisiva Sons of Anarchy, composta da 13 episodi, è stata trasmessa negli Stati Uniti per la prima volta dall'emittente via cavo FX dal 10 settembre al 10 dicembre 2013.
In Italia, la stagione è andata in onda in prima visione sul canale satellitare Fox dall'8 dicembre 2014 al 2 marzo 2015.
| nº | Titolo originale    | Titolo italiano         | Prima TV USA      | Prima TV Italia  |
| -- | ------------------- | ----------------------- | ----------------- | ---------------- |
| 1  | Straw               | Conti in sospeso        | 10 settembre 2013 | 8 dicembre 2014  |
| 2  | One One Six         | Uno Uno Sei             | 17 settembre 2013 | 15 dicembre 2014 |
| 3  | Poenitentia         | Poenitentia             | 24 settembre 2013 | 22 dicembre 2014 |
| 4  | Wolfsangel          | Wolfsangel              | 1º ottobre 2013   | 29 dicembre 2014 |
| 5  | The Mad King        | Re Matto                | 8 ottobre 2013    | 5 gennaio 2015   |
| 6  | Salvage             | Rottami                 | 15 ottobre 2013   | 12 gennaio 2015  |
| 7  | Sweet and Vaded     | Dolce e determinata     | 22 ottobre 2013   | 19 gennaio 2015  |
| 8  | Los Fantasmas       | Fantasmi                | 29 ottobre 2013   | 26 gennaio 2015  |
| 9  | John 8:32           | Giovanni 8:32           | 5 novembre 2013   | 2 febbraio 2015  |
| 10 | Huang Wu            | Huang Wu                | 12 novembre 2013  | 9 febbraio 2015  |
| 11 | Aon Rud Persanta    | Niente di personale     | 19 novembre 2013  | 16 febbraio 2015 |
| 12 | You Are My Sunshine | Doppio gioco            | 3 dicembre 2013   | 23 febbraio 2015 |
| 13 | A Mother's Work     | Il compito di una madre | 10 dicembre 2013  | 2 marzo 2015     |